# Athis-de-l’Orne
Athis-de-l’Orne település Franciaországban, Orne megyében. Lakosainak száma 2525 fő (2018. január 1.). Athis-de-l’Orne Sainte-Honorine-la-Chardonne községgel határos.

## Népesség
A település népességének változása:
| Lakosok száma | 2047 | 2016 | 2202 | 2395 | 2421 | 2624 | 2564 | 4365 | 2536 | 2525 |
|               | 1962 | 1968 | 1975 | 1990 | 1999 | 2008 | 2013 | 2016 | 2017 | 2018 |